# Malische Fußballnationalmannschaft/Olympische Spiele
Eine malische U-23 Fußballnationalmannschaft vertritt das Nationale Olympische Komitee Malis bzw. die Fédération Malienne de Football bei Turnieren der Olympischen Sommerspiele. Das beste Ergebnis einer Mannschaft war bislang das Erreichen des Viertelfinales bei der ersten Teilnahme 2004. Danach konnte sich Mali erst 2024 wieder qualifizieren.
Seit den Olympischen Spielen 2012 erfolgt die Qualifikation über einen der vorderen Plätze beim U-23-Afrika-Cup. Bis 1980 nahm die A-Nationalmannschaft an der Qualifikation teil, als nur Amateurmannschaften für die Olympischen Spiele zugelassen waren, deren Spiele in der Qualifikation werden von der FIFA aber nicht als A-Länderspiele gezählt.

## Amateurmannschaften bei Olympischen Spielen

### 1968
Mali hatte sich erstmals für die Qualifikation für die Olympischen Spiele in Mexiko gemeldet und sollte in der ersten Runde gegen Kamerun antreten, zog die Mannschaft aber zurück, so dass Kamerun kampflos die zweite Runde erreichte.

### 1972
- Olympia-Qualifikation:
  - Erste Runde
    - 14. März 1971: Mali – Algerien 1:0 (in Bamako)
    - 11. April 1971: Algerien – Mali 2:2 n. V. (in Algier)

  - Zweite Runde
    - 30. April 1972: Marokko – Mali 2:1 (in Casablanca)
    - 07. Mai 1972: Mali – Tunesien 2:0 (in Bamako)
    - 21. Mai 1972: Mali – Marokko 1:4 (in Bamako)
    - 28. Mai 1972: Tunesien – Mali 4:0 (in Tunis) – Mali verpasst als Gruppendritter die Olympischen Spiele in München

### 1976
- Olympia-Qualifikation:
  - Erste Runde:
    - 18. Mai 1975: Mauretanien  – Mali 0:1
    - 01. Juni 1975: Mali – Mauretanien 6:0

  - Zweite Runde:
    - Mali sollte gegen Nigeria antreten, zog aber zurück.[1]

### 1980
- Olympia-Qualifikation:
  - Erste Runde
    - 06. April 1979: Algerien – Mali 1:0
    - 22. April 1979:  Mali – Algerien 1:0 n. V.; 2:4 i. E. – Algerien konnte sich dann auch erstmals für die Olympischen Spiele qualifizieren und erreichte dort das Viertelfinale

## Auswahlmannschaften bei Olympischen Spielen

### 1984 und 1988
Nicht gemeldet

### 1992
- Olympia-Qualifikation:
  - Mali sollte in der ersten Runde gegen Sierra Leone antreten, zog aber zurück. Sierra Leone scheiterte dann in der dritten Runde.

### 1996
- Olympia-Qualifikation:
  - Erste Runde
    - 16. April 1995: Mali – Togo 1:2
    - 30. April 1995: Togo – Mali 1:0 –  Togo setzte sich in der zweiten Runde gegen Tunesien durch, wurde aber später suspendiert, da ein nicht spielberechtigter Spieler eingesetzt wurde. Tunesien konnte sich dann in der dritten Runde für die Olympischen Spiele qualifizieren.

### 2000
- Olympia-Qualifikation
  - Vorrunde
    - Mali – Guinea Bissau (Guinea Bissau zog zurück)

  - Erste Runde
    - 13. Juni 1999: Mali – Ägypten 1:1
    - 27. Juni 1999: Ägypten – Mali 3:1 – Ägypten scheiterte in der zweiten Runde an Marokko

### 2004
- Olympia-Qualifikation:
  - Erste Runde
    - 15. Juni 2003: Mali  – Guinea 1:0
    - 29. Juni 2003: Guinea – Mali  0:0

  - Zweite Runde
    - 25. Oktober 2003: Mali – Elfenbeinküste 3:0
    - 21. Dezember 2003: Kamerun – Mali 2:0
    - 04. Januar 2004:  DR Kongo – Mali 0:2
    - 22. Februar 2004: Mali –  DR Kongo 3:1
    - 14. März 2004: Elfenbeinküste – Mali 2:1
    - 28. März 2004: Mali – Kamerun 1:0 – Mali qualifiziert sich als Gruppensieger erstmals für die Olympischen Spiele
- Olympische Spiele in Athen:
  - Vorrunde:
    - 11. August 2004 in Volos: Mali 	– 	Mexiko 	0:0
    - 14. August 2004 in Thessaloníki: Griechenland 	– 	Mali 	0:2
    - 7. August 2004 in Thessaloníki: Südkorea 	– 	Mali 	3:3  – Mali wird dank der besseren Tordifferenz Gruppensieger und erreicht als einzige afrikanische Mannschaft die K.-o.-Runde

  - Viertelfinale:
    - 21. August 2004 in Athen: Mali 	– 	Italien 	0:1 n. V.

### 2008
- Olympia-Qualifikation:
  - Erste Runde:
    - 7. Februar 2007: Mali – Mosambik 1:0 (in Bamako)

  - Zweite Runde
    - 1. Juni 2007: Senegal – Mali 0:0 (in Dakar)
    - 22. August 2007: Mali – Sambia 1:2 (in Bamako)
    - 9. September 2007:  Elfenbeinküste – Mali 3:1 (in Abidjan)
    - 13. Oktober 2007: Mali – Elfenbeinküste 1:2 (in Bamako)
    - 17. November 2007:  Mali – Senegal 1:0 (in Bamako)
    - 26. März 2008: Sambia – Mali 4:1 (in Lusaka) – Mali verpasst als Gruppenletzter die Olympischen Spiele, Gruppensieger Elfenbeinküste ist erstmals qualifiziert und erreicht in Peking das Viertelfinale

### 2012
- Olympia-Qualifikation über die afrikanische U-23-Meisterschaft:
  - 1. Runde:
    - 26. März 2011: Mali U-23 – Guinea U-23 0:0
    - 10. April 2011: Guinea U-23 – Mali U-23 2:2 (in  Conakry) – Mali erreicht aufgrund der Auswärtstorregel die zweite Runde

  - 2. Runde:
    - 04. Juni 2011: Gabun – Mali 0:0
    - 19. Juni 2011: Mali – Gabun 0:1 n. V. (in Bamako)

Mali qualifiziert sich nicht für den U-23-Afrika-Cup 2011 und damit nicht für die Olympischen Spiele in London.

### 2016
- Olympia-Qualifikation über die afrikanische U-23-Meisterschaft:
  - 1. Runde:
    - 23. Mai 2015: Mauretanien U-23 – Mali U-23 1:1 (in Nouakchott)
    - 30. Mai 2015: Mali U-23 – Mauretanien U-23 3:1 (in  Bamako)

  - 2. Runde:
    - 18. Juli 2015: Gabun U-23 – Mali U-23 0:1 (in Libreville)
    - 02. August 2015: Mali U-23 – Gabun U-23 2:0 (in Bamako)

- - U-23-Afrika-Cup 2015 Vorrunde in M'Bour
    - 29. November 2015: Mali – Nigeria 2:3
    - 02. Dezember 2015: Algerien – Mali 2:0
    - 05. Dezember 2015: Ägypten – Mali 0:1 – Mali verpasst als Gruppendritter die K.-o.-Runde  und damit nicht für die Olympischen Spiele in Rio de Janeiro.

### 2021
- Olympia-Qualifikation über die afrikanische U-23-Meisterschaft:
  - 2. Runde:
    - 21. März 2019: Äthiopien U-23 – Mali U-23 1:1 (in Addis Abeba)
    - 26. März 2019: Mali U-23 – Äthiopien U-23 4:0 (in Bamako)

  - 3. Runde:
    - 7. September 2019: Marokko U-23 – Mali U-23 1:1 (in Marrakesch)
    - 10. September 2019: Mali U-23 – Marokko U-23 1:0 (in Bamako)

  - U-23-Afrika-Cup 2019 in Ägypten, alle Spiele in Kairo:
    - 8. November 2019: Ägypten U-23	– 	Mali U-23	1:0
    - 11. November 2019: Mali U-23	– 	Kamerun U-23	0:1
    - 14. November 2019: Mali U-23 – 	Ghana  U-23	0:2  – Mali verpasst als Gruppenletzter die K.-o.-Runde  und damit die wegen der COVID-19-Pandemie um ein Jahr verschobenen Olympischen Spiele in Tokio.

### 2024
- Olympia-Qualifikation über die afrikanische U-23-Meisterschaft:
  - 2. Runde:
    - 22. Oktober 2022: Ruanda U-23 – Mali U-23 1:1 (in Butare)
    - 29.  Oktober 2022: Mali U-23 – Ruanda U-23 1:0 (in Bamako)

  - 3. Runde:
    - 23. März 2023: Senegal U-23 – Mali U-23 3:1 (in Dakar)
    - 28. März 2023: Mali U-23 – Senegal U-23  3:0 (in Bamako)

  - U-23-Afrika-Cup in Marokko:
    - 25. Juni 2023: Mali U-23 – 	Gabun U-23	3:1 (in Tanger)
    - 28. Juni 2023: Ägypten U-23	– 	Mali U-23	1:0 (in Tanger)
    - 01. Juli 2023: Niger U-23 	– 	Mali U-23 	0:2 (in Rabat) – Mali erreicht als Gruppenzweiter die K.-o.-Runde
    - 04. Juli 2023, Halbfinale: Marokko  U-23 	– 	Mali U-23 2:2 n. V. 4:3 i. E. (in Rabat)
    - 07. Juli 2023, Spiel um Platz 3: Mali U-23 – Guinea U-23 0:0, 4:3 i. E. (in Tanger) – Mali qualifiziert sich für die Olympischen Spiele in Paris.

- Olympische Spiele in Paris:

Bei der Auslosung am 20. März 2024 war Mali zusammen mit den USA, Ägypten und einem Platzhalter für die dritte asiatische Mannschaft, die sich noch qualifizieren musste, Topf 3 zugeordnet. Gegner sind Israel, Paraguay und Japan, Sieger der U23-Asienmeisterschaft. Spielberechtigt sind Spieler, die nach dem 31. Dezember 2000 geboren sind plus drei ältere Spieler.
- - Vorrunde:
    - 24. Juli 2024 um 21:00 Uhr MESZ in Paris: Mali – Israel 1:1 (0:0)
    - 27. Juli 2024 um 21:00 Uhr MESZ in Bordeaux: Japan – Mali 1:0 (0:0)
    - 30. Juli 2024 um 21:00 Uhr MESZ in Paris: Paraguay – Mali 1:0 (1:0) – als Gruppendritte ausgeschieden

## Trainer
- Cheick Oumar Kone 2004
- Badara Alou Diallo 2024

## Torschützen

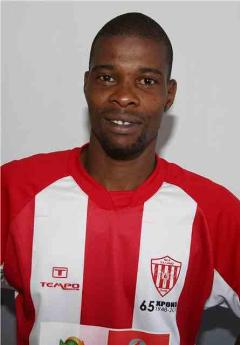
Tenema N’Diaye, bester malischer Torschütze bei Olympischen Spielen

1. Tenema N’Diaye – 4 Tore (2004)
2. Mamadi Berthe – 1 Tor (2004)

## Bekannte Spieler
Folgende später und/oder zuvor auch in der A-Nationalmannschaft tätige Spieler nahmen an den Olympischen Spielen teil:
- Drissa Diakité 2004 (51 A-Länderspiele)
- Soumbeïla Diakité 2004 (50 A-Länderspiele)
- Mamadou Diallo 2004 (45 A-Länderspiele)
- Mohamed Sissoko 2004 (34 A-Länderspiele)
- Adama Tamboura 2004 (89 A-Länderspiele)
- Dramane Traoré 2004 (32 A-Länderspiele)